# ココロフィルム
「ココロフィルム」は、ALvinoのシングル。2008年5月21日にバップより発売。

## 解説
前シングル「この手紙…」から約3カ月ぶりのリリース。 「通常盤」、「アニメジャケット仕様盤」が同時発売された。通常盤にはアニメジャケットステッカー、アニメ仕様盤にはフォトカードを封入。

## 収録曲
1. ココロフィルム (4:59)
  - 作詞: 翔太、作曲: KOJI、編曲: 佐久間正英 / ALvino
  - 日本テレビ系アニメ『秘密 ―トップ・シークレット―』オープニングテーマ。
  - テレビ神奈川系『音楽缶』5月度オープニングテーマ。
2. 孤独な少年 (4:18)
  - 作詞・作曲: 潤、編曲: ALvino
3. Rainbow Riders (4:58)
  - 作詞・作曲: 潤、編曲: ALvino